# Noord-Nederlandse Verkeersmaatschappij "Roland"
De N.V. Noord-Nederlandse Verkeersmaatschappij "Roland", vanaf eind 1950 genaamd Roland's Garage- en Touringcarbedrijf, is een openbaarvervoerbedrijf te Slochteren in de Nederlandse provincie Groningen, dat bestond van 1938 tot 1 januari 1964.

## Geschiedenis
Het eerste autobusbedrijf met deze naam (ontleend aan de middeleeuwse ridder Roland) was gevestigd te Zuidlaren en onderhield al voor 1920 een busdienst tussen Gieten en Groningen. Dit bedrijf werd in 1929 verkocht aan de GADO, waarvan de Groninger autobuspionier Diderik (Diele) van der Ploeg de oprichter en - samen met de broers Aldert en Henderikus Bos - eigenaar was. 

### Eigen vergunning (1938-1948)
In 1938 verkochten Van der Ploeg en de gebroeders Bos de GADO aan de ATO, de dochteronderneming die de NS had opgericht om de hevige concurrentie van de particuliere busmaatschappijen in te dammen. De 700.000 gulden die dit Van der Ploeg had opgeleverd, investeerde hij vervolgens, ook in 1938, in de Auto-Maatschap Uuldriks-Bakker te Siddeburen, handelend onder de naam Woldjer Auto-Dienst Siddeburen (WADS), die hij overnam. Hij richtte daarvoor een nieuwe NV op, waaraan hij de naam Roland gaf en die hij verplaatste naar Slochteren. Hij wilde de Roland uitbouwen tot een groot vervoerbedrijf. Blijkbaar had de NS verzuimd hem een concurrentiebeding op te leggen.
De nieuwe Roland exploiteerde de van de WADS overgenomen busdienst Siddeburen - Slochteren - Harkstede - Ruischerbrug - Groningen, die grotendeels parallel liep aan de 'Woldjerspoorlijn Groningen - Weiwerd - Delfzijl, waarvan Van der Ploeg zag aankomen dat die geen toekomst meer had. Hij breidde de dienstregeling sterk uit en voegde het traject Wagenborgen - Siddeburen toe, in 1939 gevolgd door Nieuwolda - Wagenborgen, dit laatste overgenomen van de firma J. Prenger (De Noord-Ooster) te Nieuwolda. In 1941 - het jaar waarin het reizigersvervoer op de Woldjerspoorweg werd beëindigd - kwam daar nog het traject Woldendorp - Nieuwolda bij. Daardoor ontstond een doorgaande lijn van Woldendorp naar Groningen, een afstand van 46 kilometer.
Op aandrang van de CVP, die streefde naar concentratie in het streekvervoer, werden in de oorlogsjaren besprekingen gevoerd met de DAM te Appingedam om tot een fusie of overname te komen. Dit liep stuk op de vraag wie zeggenschap zou krijgen over een gefuseerde onderneming. De directie van de DAM wantrouwde Van der Ploeg al sinds 1938. Niet alleen was hij de DAM bij de aankoop van de WADS te vlug af geweest, maar ook vreesde men dat hij een gefuseerd bedrijf even gemakkelijk aan de NS zou doorverkopen als hij dat met de GADO had gedaan. Wel wilde de DAM de Roland in zijn geheel overnemen, maar daartoe was Van der Ploeg, die nog grote plannen had met de Roland, niet bereid.
Doordat door oorlogshandelingen een brug vernield was die voordien gebruikt werd door de lijn Delfzijl - Termunten - Woldendorp - Winschoten van OG, reed de Roland in de eerste periode na de bevrijding ook tussen Termunten en Woldendorp. In 1948 werd dit traject toegewezen aan de DAM.

### GADO-vergunning (1948-1963)
De autobuslijn Woldendorp - Groningen liep op de grens tussen de streekvervoergebieden van DAM en GADO. Voor een eigen gebiedsconcessie kwam de Roland, als vervoerder met slechts één traject, niet in aanmerking. Daarom werd het bedrijf in 1948 verkocht aan de GADO, waarbij Van der Ploeg wist te bedingen dat zijn busbedrijf nog vijftien jaar voor eigen rekening de exploitatie mocht blijven voeren en daarbij de naam Roland mocht gebruiken. De Roland-lijn werd in de GADO-dienstregeling opgenomen als lijn 18. In 1949 werd de standplaats van zowel DAM als Roland in de stad Groningen verplaatst van het Gedempte Zuiderdiep naar een nieuw busstation aan het Binnen-Damsterdiep.
In de jaren vijftig was de Roland, naast de lijndienst, ook actief als touringcarbedrijf en had zich aangesloten bij reisbureau Cebuto Groningen, een samenwerkingsverband waaraan ook DAM, GADO en Marnedienst deelnamen. Ook vroeg de Roland vergeefs een concessie aan voor een buslijn van Groningen naar Amsterdam via de Afsluitdijk. Een dergelijke lange-afstandslijn, in concurrentie met de sneltreinen via Zwolle en Amersfoort, paste echter niet in het openbaarvervoersbeleid van die tijd, zodat de aanvraag kansloos was.
Nadat nog in 1959 de Roland-bussen in de stad Groningen waren gaan doorrijden van de standplaats Damsterdiep naar het autobusstation bij het Hoofdstation, was de termijn van vijftien jaar die Van der Ploeg gekregen had, aan het eind van 1963 verstreken. Vanaf 1 januari 1964 reden er op lijn 18 bussen van de GADO, die de exploitatie voortaan zelf ter hand nam. In feite is de Roland dus tweemaal overgenomen door de GADO: eerst in 1929 en daarna opnieuw in 1964. Het personeel trad in dienst van de GADO, de Roland-bussen werden doorverkocht of gesloopt. De toervergunningen van de Roland gingen naar ESA te Marum. Het bedrijfspand in Slochteren werd door de GADO nog enige jaren gehuurd van Van der Ploeg, totdat hij het gebouw terugeiste voor een van zijn andere bedrijven.

### Heden
De vroegere Roland-buslijn Woldendorp - Groningen wordt niet meer als één geheel geëxploiteerd. De route werd verdeeld tussen de lijnen 43, 78 en 178 van Arriva als onderdeel van de Concessie GGD - Groningen Provincie. Vanaf 13 december 2009 rijden bussen van Qbuzz de voormalige Roland-route.

## Route
- Woldendorp — Oostwolderhamrik — Nieuwolda-Oost — Nieuwolda — Kopaf (tot 1956) — Wagenborgen — Leentjer — Siddeburen — Hellum — Schildwolde — Slochteren — Froombosch — Kolham — Scharmer — Harkstede — Engelbert — Middelbert — Ruischerbrug — Oosterhoogebrug — Groningen (Zuiderdiep, vanaf 1949 Damsterdiep, vanaf 1959 Hoofdstation).
- Totale lengte 46 kilometer.